# Starrbooty
«Starrbooty» — американская комедия, снятая Майком Руисом. Автором сценария и исполнителем главной роли является дрэг-квин Ру Пол. Этот фильм стал уже четвёртым в серии о приключениях спецагента Старбути, предыдущие фильмы Ру Пол снял ещё в середине 80-х годов, все они были низкобюджетными.

## Сюжет
Фильм начинается со сцены, в которой Старбути сражается с противником на крыше, в это время она получает телефонный звонок, в котором узнаёт, что её приёмная дочь Корниша была похищена. С помощью своих коллег по агентурной конторе Пейдж Тёрнер и агента Макса, Старбути выясняет, что Корнишу похитила её старая неприятельница Аннака Мэннерс, которая является главой крупной косметической компании (но использует её в качестве прикрытия, на самом деле похищая проституток для продажи их органов на чёрном рынке). В ходе расследования Старбути также узнаёт, что Аннака её потерянная родная сестра, а Корниша — племянница.
Пейдж и Страбути становятся проститутками под прикрытием, беря имена Пеппер и Капкейк соответственно, чтобы проникнуть в логово Аннаки и идут «до конца». Когда Старбути наконец сталкивается с Анакой, она обнаруживает, что Корниша всё это время была в сговоре с Аннакой и они являются любовницами. Когда же Старбути раскрывает им правду, что они с Аннакой сёстры, а Корниша её родная дочь, и что Аннака хочет продать клитор Корниши богатой светской львице, Аннака решает убить их обеих.
В финальной схватке сходятся Старбути и Аннака на крыше, но последняя падает с крыши и умирает. Корнише успевают обратно пришить клитор спасают ей жизнь. Сама Старбути встречается в коридоре больницы с Максом, они признаются друг другу в любви и целуются.

## В ролях
- Ру Пол — Старбути / Капкейк
- Лаома ван Зандт — Пейдж Тёрнер / Пеппер
- Кэндис Кейн — Аннака Мэннерс
- Том Джадсон — Макс
- Джазмин Хименес — Корниша
- Ди Финли — Дизель Фортенски
- Кори Кори — Джунбаг
- Майкл Лукас — Алексей Попов
- Ричард Линч — Нюхач
- Леди Банни — Мисс Таша
- Лора Форбс — Миссис Макгилликатти
- Ари Голд — Тайрон Коэн
- Тим Уоллис — Т’Миша
- Кайла Агирре — Ким Ши
- Sweetie — Лестра
- Кайвон Занд — террорист-смертник

## Производство
Фильм является данью уважения к фильмам жанра блэксплойтэйшен и сексплойтэйшен 1960-х и 1970-х годов. Сам Ру Пол заявил: «цель состояла в том, чтобы сделать эксплуатационное кино, которое взяло что-то от фильмов Русса Мейера, что-то от фильмов Джона Уотерса и что-то от „Голого пистолета“». В фильме используются такие приёмы, как очевидное голосове наложение, зернистые кадры и драматические жесты, чтобы имитировать малобюджетные фильмы прошлого.
Второстепенные роли в основном играют порнографические актёры, как мужчины, так и женщины. Фильм не имеет рейтинга, и хотя в нём нет сексуальных сцен, присутствуют сцены, где показаны мужчины с обнаженным и эрегированным пенисом, также в одой из сцен Ру Пол изображен ласкающим мужской пенис.
В конце фильма указано, что он посвящён памяти Джерри Фолуэлла.

## Релиз
Фильм начал показываться на различных ЛГБТ-кинофестивалях в июле 2007 года. Ру Пол лично представлял фильм на каждом показе, часто с другими участниками актёрского состава. Показ фильма сопровождался аншлагами. На DVD фильм был выпущен 30 октября 2007 года.

## Саундтрек
Слова и музыка всех песен — Ру Пол.
| №   | Название                                    | Длительность |
| --- | ------------------------------------------- | ------------ |
| 1.  | «Call Me Starrbooty»                        | 3:24         |
| 2.  | «The Call» (Interlude)                      | 1:35         |
| 3.  | «A Fistful Of Booty»                        | 3:12         |
| 4.  | «Damn You Annaka!» (Interlude)              | 0:53         |
| 5.  | «Big Booty Opening»                         | 3:08         |
| 6.  | «Alexi Popov» (Interlude)                   | 1:04         |
| 7.  | «How 2 Rock It»                             | 3:25         |
| 8.  | «Can’t Fake It With The Johns» (Interlude)  | 0:29         |
| 9.  | «Do The Right Thing»                        | 3:25         |
| 10. | «Cupcake & Pepper» (Interlude)              | 1:44         |
| 11. | «Sweet Pussycat Of Mine»                    | 2:45         |
| 12. | «Ol' Smeller» (Interlude)                   | 0:54         |
| 13. | «Pussycat 4 Sale»                           | 2:50         |
| 14. | «CBT Session» (Interlude)                   | 0:57         |
| 15. | «Put Some Weight On It»                     | 2:41         |
| 16. | «Miss Tasha» (Interlude)                    | 1:05         |
| 17. | «Drop That Pimp»                            | 3:11         |
| 18. | «Diesel Pancake Makeup» (Interlude)         | 0:56         |
| 19. | «Call Me Starrbooty» (Gomi’s Cellular Edit) | 4:20         |
| 20. | «Cupcake Meets Annaka» (Interlude)          | 2:05         |
| 21. | «Booty Love»                                | 3:33         |
| 22. | «Dismembership» (Interlude)                 | 1:08         |
| 23. | «Call Me Starrbooty (View To A Booty)»      | 2:48         |
| 24. | «Epilogue» (Interlude)                      | 2:01         |
| 25. | «Hey Booty»                                 | 2:32         |